# Aetomylaeus bovinus
Aigle vachette
Espèce
Statut de conservation UICN

 CR  : 
En danger critique
Aetomylaeus bovinus, l’Aigle vachette, est une espèce de raies marines et d'eau saumâtre de la famille des Myliobatidae.

## Description
Aetomylaeus bovinus peut présenter au maximum un diamètre de 222 cm mais habituellement celui-ci est d'environ 150 cm. Son poids maximal enregistré est de 116 kg. C'est une espèce ovovivipare et, après une gestation de 6 mois, trois à sept jeunes naissent ayant une taille d'environ 45 cm à la naissance. Durant la gestation, les jeunes se nourrissent d'abord du jaune d’œuf puis reçoivent une alimentation complémentaire de la femelle par absorption indirecte de liquide utérin enrichi de mucus, de graisse ou de protéines par l'intermédiaire de structures spécialisées.

## Répartition
Cette raie se rencontre en mer Méditerranée, dans l'Atlantique est (depuis les côtes espagnoles jusqu'à celles de l'Afrique du Sud) et dans l'Ouest de l'océan Indien (depuis les côtes de l'Afrique du Sud en remontant vers celles du Nord du Mozambique). Elle est présente entre 10 et 150 m de profondeur.

## Aetomylaeus bovinuset l'Homme
Aetomylaeus bovinus est commercialisée pour être consommée et sa chair est particulièrement appréciée. Cette raie est également recherchée pour la pêche sportive.

## Systématique
Le nom valide complet (avec auteur) de ce taxon est Aetomylaeus bovinus (Geoffroy Saint-Hilaire, 1817).
L'espèce a été initialement classée dans le genre Myliobatis sous le protonyme Myliobatis bovina Geoffroy Saint-Hilaire, 1817.
Ce taxon porte en français le nom vernaculaire ou normalisé suivant : Aigle vachette,.
Aetomylaeus bovinus a pour synonymes :
- Aetomylaeus huletti Smith, 1953
- Myliobates episcopus Valenciennes, 1844
- Myliobatis bonaparti Duméril, 1865
- Myliobatis bovina Geoffroy Saint-Hilaire, 1817
- Pteromylaeus bovinus (Geoffroy Saint-Hilaire, 1817)

### Étymologie
Son épithète spécifique, du latin bovinus, « du bœuf », n'a pas d'explication avérée mais pourrait faire allusion à sa tête proéminente.